# Sporobolus minutus
Sporobolus minutus är en gräsart som beskrevs av Heinrich Friedrich Link. Sporobolus minutus ingår i släktet droppgräs, och familjen gräs. Inga underarter finns listade i Catalogue of Life.